# 夏の情事
「夏の情事」（なつのじょうじ）は、MONKEY MAJIKが「Monkey Majik + 吉田兄弟」名義で2014年7月16日に発売した20枚目のシングル。

## 概要
2007年にリリースした「Change」以来7年振り2回目の吉田兄弟とのコラボレーションシングル。
CD+DVD（ミュージックビデオ付き）、CDのみの2形態で発売。
シングル作品の中では「MONKEY MAJIK×MONKEY MAGIC」以来15作振りのノンタイアップシングルとなる。

## 収録曲

### CD
（全作詞・作曲：Maynard・Blaise）
1. 夏の情事／Monkey Majik+吉田兄弟 
  - 作詞：tax
  - 作曲：吉田健一
  - 吉田兄弟がゲスト出演した「MONKEY MAJIKのオンバク」第1回目の収録前日にメンバーと吉田兄弟が仙台市内の居酒屋に飲みに行き、そこでそれぞれギターと三味線を持参したMaynardと吉田健一がセッションを始めたところから制作がスタートした。イントロ部分にそのときの録音が使用されている[3]。
2. Change -FPM LEGENDARY HOUSE MIX-
3. 夏の情事 -INSTRUMENTAL-

### DVD
1. 夏の情事　-Music Video-
2. The Making of "NATSU NO JOJI"